# Даровые блага
Даровые или свободные блага — блага, необходимость производства и распределения которых не существует, поскольку их предложение настолько велико, что цена равна нулю. Примером даровых благ являются солнечный свет, воздух и т.п.
Товар, доступный бесплатно, не обязательно является даровым благом. Например, магазин может раздавать свою продукцию для привлечения покупателей, но для производства этой продукции всё равно нужны ресурсы.
Даровыми благами могут являться идеи и работы, которые можно неограниченно копировать без существенных затрат, например литературные и музыкальные произведения, компьютерные программы и веб-сайты. Тем не менее для производства этих благ необходимы ресурсы, например определенные навыки и время. Для стимулирования производства таких благ вводятся меры по защите интеллектуальной собственности, ограничивающие свободное копирование и использование произведений.
Ранние экономические школы выделяли ещё один тип бесплатных товаров: ресурсы, столь обильно встречающиеся в природе, что каждый мог неограниченно их использовать. В качестве примеров приводились чистая вода и воздух. Сейчас их не называют общественным благом, так как существует конкуренция за их обладание.
Земля изначально также была даровым благом, но с ростом населения и введением частной собственности на землю перестала быть таковым. Рыбу и иные морепродукты в морях и реках можно считать даровыми, но государство может ограничивать их вылов с целью недопущения истощения ресурсов и вводить плату за вылов. То же относится и к животным, являющимся объектами охоты. При этом следует иметь в виду, что хлеб, выросший на даровой земле, и рыба, выловленная на даровых рыбных промыслах, не являются даровыми, так как для их получения приложен труд.